# カルディツァ
カルディツァ（ギリシア語: Καρδίτσα）は、ギリシャのテッサリア西部にある都市。カルディツァ県の県都である。
紀元前9000年には人類が定住していた。国道30号でカルペニシとつながり、パラマスやラリッサ方面への道路もある。パラマスおよびラリッサの南西、ファルサラおよびヴォロスの西、アテネ、ラミア、ドモコス、ソファデスの北西、カルペニシの北、アルタの北東、トリカラ、グレヴェナ、ヨアニナ、カランバカの東南東に位置する。
市街には学校、文化会館、体育館、教会、銀行、郵便局、トリカラからドモコスまでをむすぶ鉄道駅、グラウンド、給水塔、広場がある。高等教育機関としてはテッサロニキ大学獣医学部と3校の専門学校がある。ギリシャでもっとも自転車が身近なまちのひとつで、市内の全交通量の3割が自転車で占められる（アテネ国立技術大学調べ）。

## 歴史
オスマン帝国時代には、ソティラ (Sotira) という村落がこんにちのカルディツァの中心地であった。同帝国から解放後の1882年に、カルディツァ市として市制を施行した。
第二次世界大戦中、テッサリアではギリシャ人民解放軍を中心にしたレジスタンス運動が展開され、カルディツァはナチスから解放された欧州初の都市となった。
近年の人口の推移
| 西暦   | 総人口 |
| ------ | ------ |
| 1981年 | 27,532 |
| 1991年 | 30,067 |
| 2001年 | 37,768 |

## 行政区画
カルディツァ市は2011年の全国的な行政改革で、新たに下記の4基礎自治体を合併し再出発した。
- イタモス (Itamos)
- カリフォノ (Kallifono)
- カンポス (Kampos)
- カルディツァ (Karditsa)
- ミトロポリ (Mitropoli)

また、市内は下記の6区に分けられる。
- アギオピーギ (Agiopigi)
- アルテシアーノ (Artesiano)
- カルディツァ (Karditsa)
- カルディツォマグーラ (Karditsomagoula)
- パリオクリシ (Palioklissi)
- ルッソ (Rousso)

## スポーツ
フットボール・クラブ
- アナゲニシ・カルディツァ
- AOカルディツァ
- アステラス・カルディツァ

バレーボール・クラブ
- SPAカルディツァ

## ギャラリー

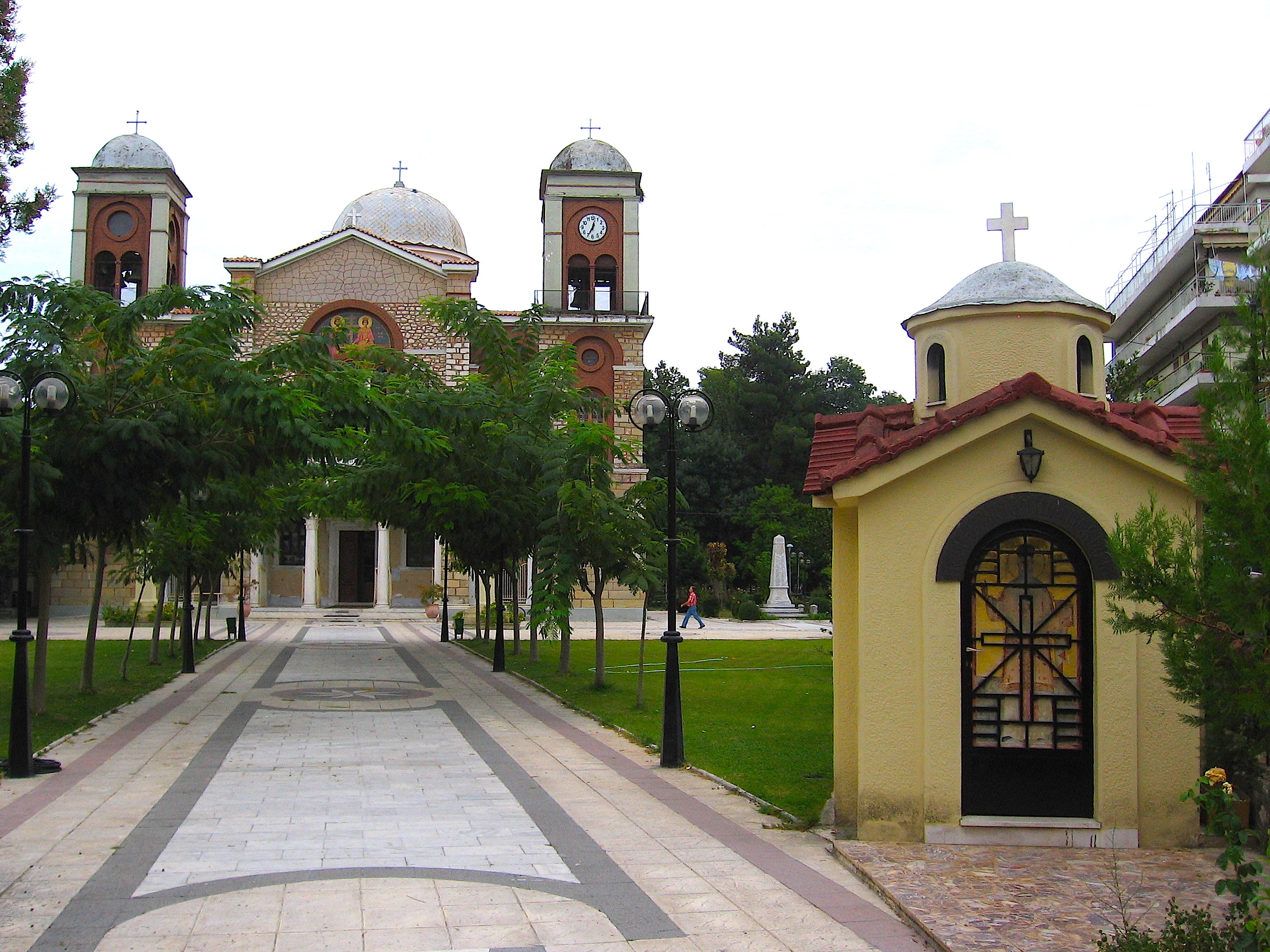
市内の教会
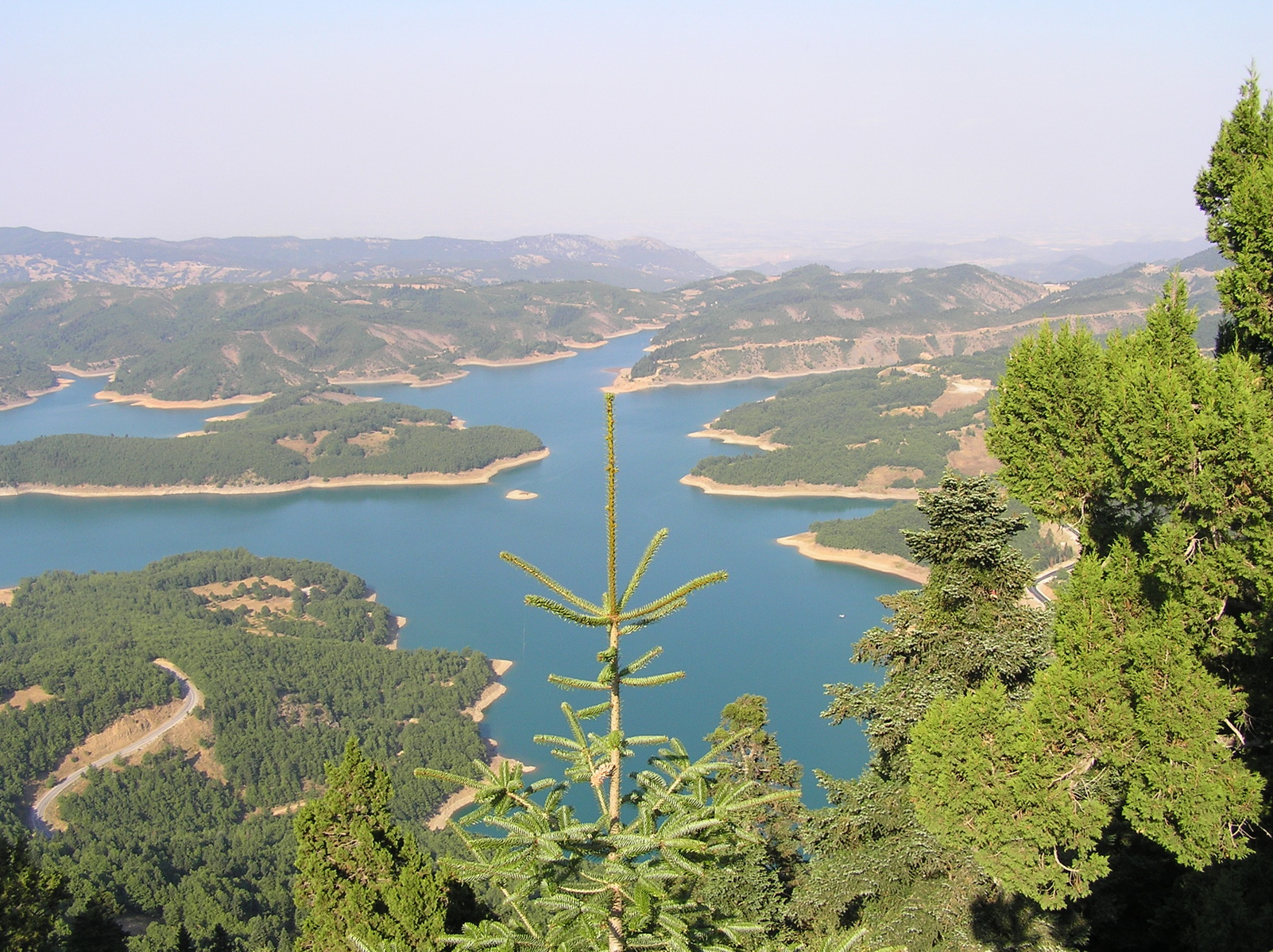
郊外のプラスティラス湖
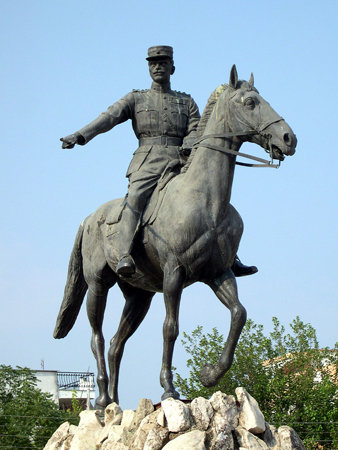
ニコラオス・プラスティラス像